# 西凱比河區
西凱比河區（阿拉伯语：‎）是乍得的一個大區，位於該國西南部。西鄰喀麥隆。
首府帕拉。下分二省。1998年自凱比河省分出。
1. ↑   (PDF) (报告). INSEED: 24. March 2012  [10 March 2017]. （原始内容 (PDF)存档于24 September 2015）.